# Étouvelles
Étouvelles est une commune française située dans le département de l'Aisne en région Hauts-de-France.

## Géographie

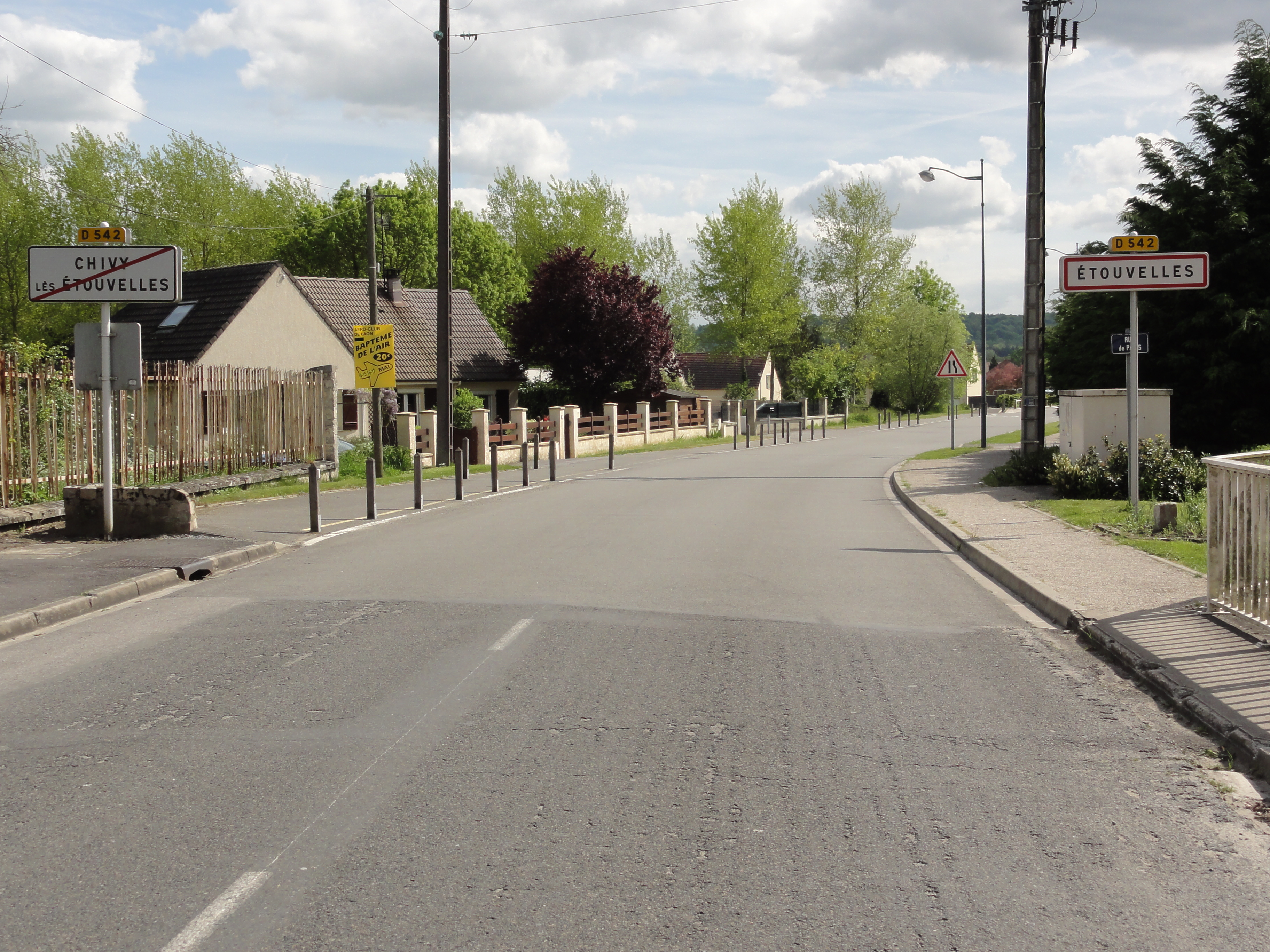
Entrée d'Étouvelles.

|                        | Chivy-lès-Étouvelles |                   |
| Royaucourt-et-Chailvet | Étouvelles           | Nouvion-le-Vineux |
|                        | Laval-en-Laonnois    |                   |

### Hydrographie
La commune est située dans le bassin Seine-Normandie. Elle est drainée par l'Ardon, le cours d'eau 01 de la commune de Presles-et-Thierny, le cours d'eau 01 de la commune de Laval-en-Laonnais, le cours d'eau 02 de la commune de Presles-et-Thierny, le fossé 01 de la commune d'Etouvelles, le fossé 02 de la commune d'Etouvelles et divers bras de l'Ardon,,.
L'Ardon, d'une longueur de 11 km, prend sa source dans la commune de Laon et se jette  dans l'Ailette en limite des communes de Royaucourt-et-Chailvet et de Chavignon, après avoir traversé huit communes.

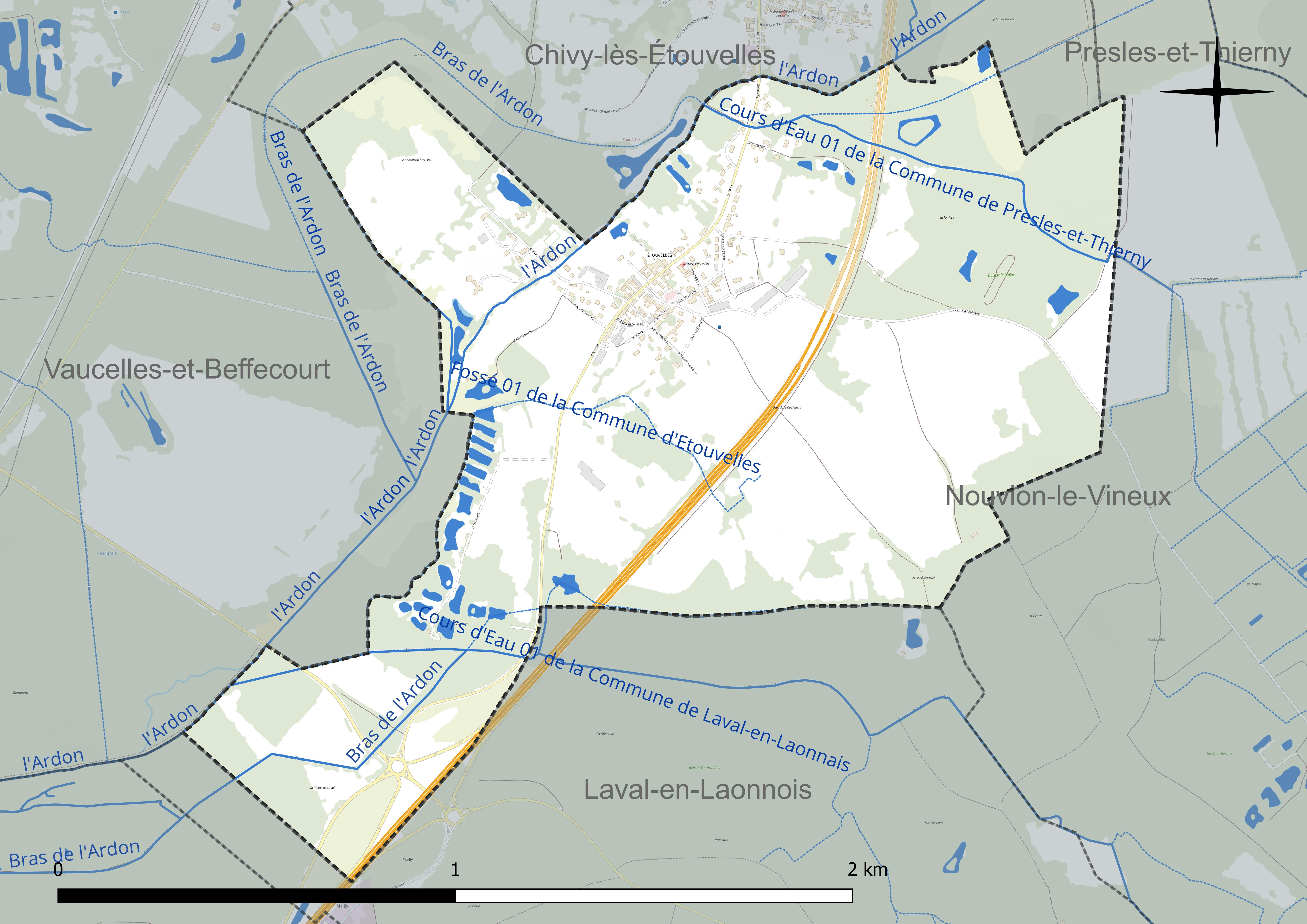
Réseau hydrographique d'Étouvelles.

### Climat
Pour des articles plus généraux, voir Climat des Hauts-de-France et Climat de l'Aisne.
En 2010, le climat de la commune est de type climat océanique dégradé des plaines du Centre et du Nord, selon une étude du CNRS s'appuyant sur une série de données couvrant la période 1971-2000. En 2020, Météo-France publie une typologie des climats de la France métropolitaine dans laquelle la commune est exposée à un climat océanique altéré et est dans la région climatique Nord-est du bassin Parisien, caractérisée par un ensoleillement médiocre, une pluviométrie moyenne régulièrement répartie au cours de l'année et un hiver froid (3 °C).
Pour la période 1971-2000, la température annuelle moyenne est de 10,3 °C, avec une amplitude thermique annuelle de 15 °C. Le cumul annuel moyen de précipitations est de 693 mm, avec 11,1 jours de précipitations en janvier et 8,5 jours en juillet. Pour la période 1991-2020, la température moyenne annuelle observée sur la station météorologique la plus proche, située sur la commune de Martigny-Courpierre à 8 km à vol d'oiseau, est de 10,7 °C et le cumul annuel moyen de précipitations est de 734,4 mm,. Pour l'avenir, les paramètres climatiques de la commune estimés pour 2050 selon différents scénarios d'émission de gaz à effet de serre sont consultables sur un site dédié publié par Météo-France en novembre 2022.

## Urbanisme

### Typologie
Au 1er janvier 2024, Étouvelles est catégorisée commune rurale à habitat dispersé, selon la nouvelle grille communale de densité à 7 niveaux définie par l'Insee en 2022.
Elle est située hors unité urbaine. Par ailleurs la commune fait partie de l'aire d'attraction de Laon, dont elle est une commune de la couronne,. Cette aire, qui regroupe 106 communes, est catégorisée dans les aires de 50 000 à moins de 200 000 habitants,.

### Occupation des sols
L'occupation des sols de la commune, telle qu'elle ressort de la base de données européenne d'occupation biophysique des sols Corine Land Cover (CLC), est marquée par l'importance des territoires agricoles (55,4 % en 2018), en augmentation par rapport à 1990 (46,8 %). La répartition détaillée en 2018 est la suivante : 
prairies (55,4 %), forêts (28,9 %), zones urbanisées (11,5 %), milieux à végétation arbustive et/ou herbacée (4,2 %).
L'évolution de l'occupation des sols de la commune et de ses infrastructures peut être observée sur les différentes représentations cartographiques du territoire : la carte de Cassini (XVIIIe siècle), la carte d'état-major (1820-1866) et les cartes ou photos aériennes de l'IGN pour la période actuelle (1950 à aujourd'hui).

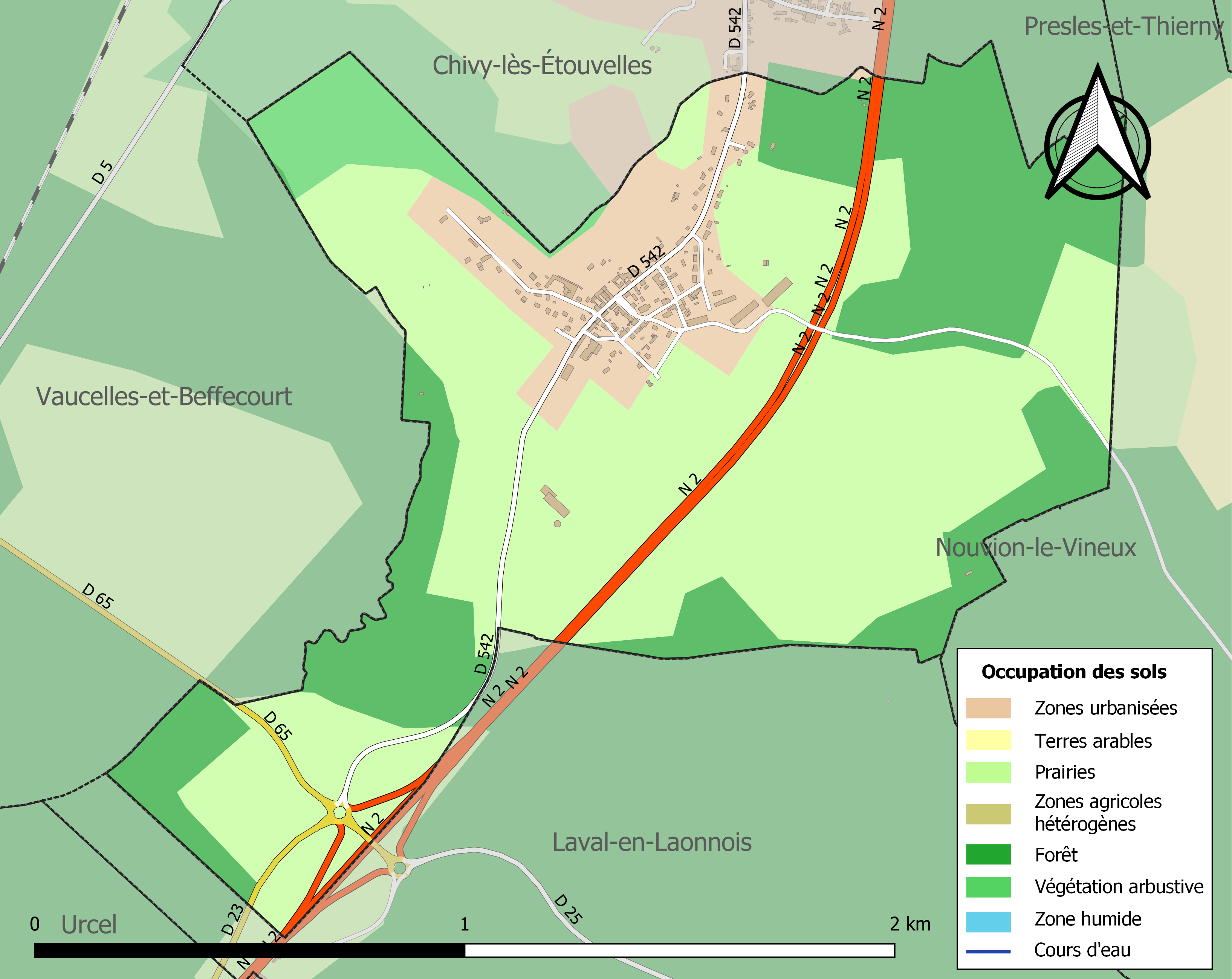
Carte de l'occupation des sols de la commune en 2018 (CLC).

## Toponymie
Le nom de la localité est attesté sous les formes Scambulla ; Stovella (1131) ; Estoveles (1134) ; Stovelle (1173) ; Estouveles (1244) ; Estouvelles (1253) ; Estouvelles-dalez-Laon, Estouvelles-soubz-Laon (1414) ; Estouvelle (1486).
Il faut probablement considérer les Étouvelles comme une variante fréquente les Édouvelles. Les Étouvelles pourraient se rattacher à un latin *stupella pour stupula, « chaume , paille ».

## Histoire

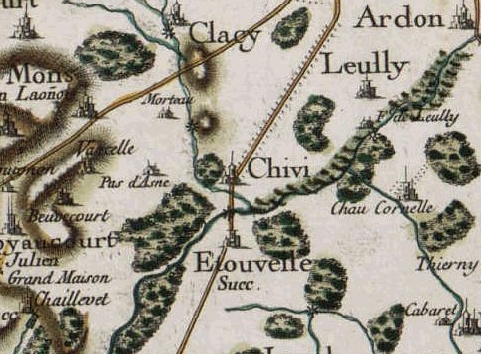
Carte Cassini vers 1750. Le village est situé sur la grande route bordée d'arbres conduisant à Laon.

### Guerres napoléoniennes
Les 9 et 10 mars 1814, Étouvelles a été le théâtre d'importants combats lors de la bataille de Laon entre l'armée française commandée par Napoléon et l'armée prussienne commandée par Gebhard Leberecht von Blücher.

### Première Guerre mondiale
Après la retraite de l'armée française, le village est occupé par les Allemands dès le 2 septembre 1914 le  restera jusqu'au 13 octobre 1918.

Vu les souffrances endurées par la population pendant les quatre années d'occupation et les dégâts aux constructions, la commune s'est vu décerner la Croix de guerre 1914-1918 (France) le 17 octobre 1920,.
| Période                                  | Période                   | Identité      | Étiquette | Qualité                                  |
| ---------------------------------------- | ------------------------- | ------------- | --------- | ---------------------------------------- |
| Les données manquantes sont à compléter. |                           |               |           |                                          |
| mars 2001                                | mars 2008                 | Jacques Migot |           |                                          |
| mars 2008                                | En cours (au 28 mai 2020) | Yvan Lemoine  | UDI       | Retraité Réélu pour le mandat 2020-2026, |

## Démographie

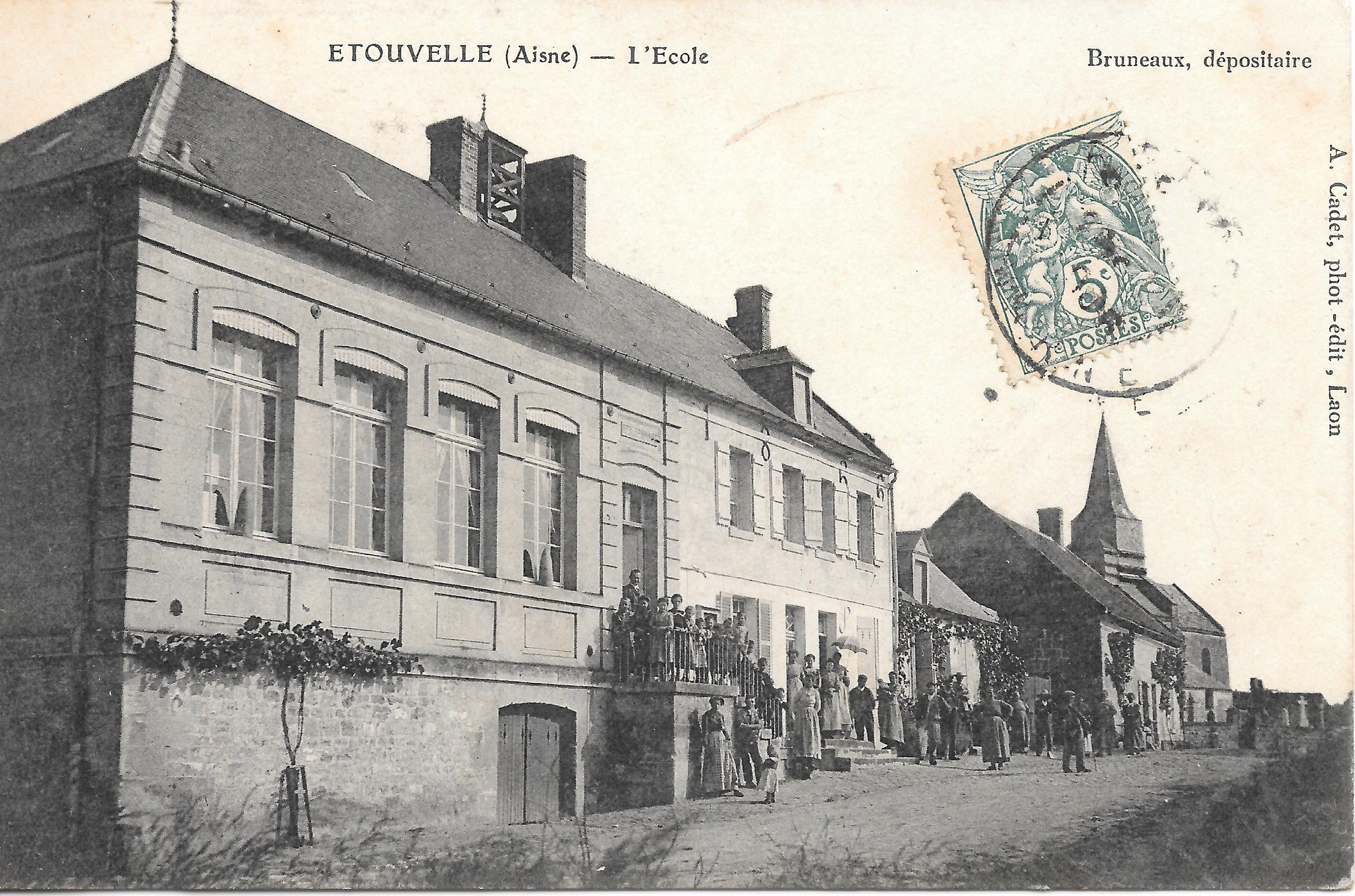
Carte postale de l'école (construite en 1866) avec de nombreux enfants et habitants de la commune.

L'évolution du nombre d'habitants est connue à travers les recensements de la population effectués dans la commune depuis 1793. Pour les communes de moins de 10 000 habitants, une enquête de recensement portant sur toute la population est réalisée tous les cinq ans, les populations de référence des années intermédiaires étant quant à elles estimées par interpolation ou extrapolation. Pour la commune, le premier recensement exhaustif entrant dans le cadre du nouveau dispositif a été réalisé en 2007.

En 2022, la commune comptait 207 habitants, en évolution de −2,82 % par rapport à 2016 (Aisne : −1,97 %, France hors Mayotte : +2,11 %).
| 1793 | 1800 | 1806 | 1821 | 1831 | 1836 | 1841 | 1846 | 1851 |
| ---- | ---- | ---- | ---- | ---- | ---- | ---- | ---- | ---- |
| 148  | 161  | 182  | 220  | 216  | 237  | 217  | 223  | 232  |

| 1856 | 1861 | 1866 | 1872 | 1876 | 1881 | 1886 | 1891 | 1896 |
| ---- | ---- | ---- | ---- | ---- | ---- | ---- | ---- | ---- |
| 211  | 223  | 217  | 211  | 188  | 190  | 177  | 165  | 158  |

| 1901 | 1906 | 1911 | 1921 | 1926 | 1931 | 1936 | 1946 | 1954 |
| ---- | ---- | ---- | ---- | ---- | ---- | ---- | ---- | ---- |
| 150  | 144  | 121  | 131  | 142  | 151  | 157  | 157  | 162  |

| 1962 | 1968 | 1975 | 1982 | 1990 | 1999 | 2006 | 2007 | 2012 |
| ---- | ---- | ---- | ---- | ---- | ---- | ---- | ---- | ---- |
| 149  | 145  | 121  | 172  | 207  | 199  | 207  | 208  | 219  |

| 2017 | 2022 | - | - | - | - | - | - | - |
| ---- | ---- | - | - | - | - | - | - | - |
| 213  | 207  | - | - | - | - | - | - | - |

## Culture locale et patrimoine

### Lieux et monuments
- Église Saint-Martin d'Étouvelles, construite XIIe siècle - XIIIe siècle, classée MH le 5 octobre 1920.
- Monument aux morts.

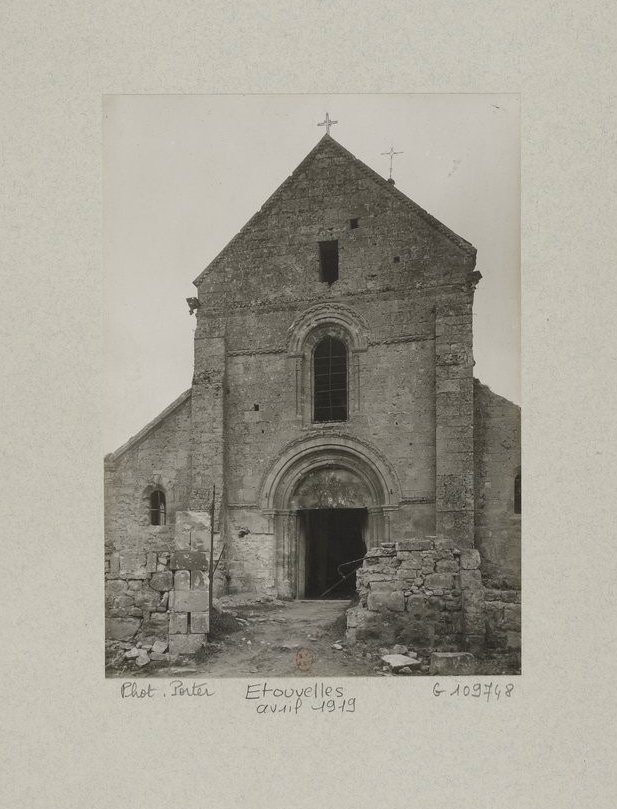
L'église en 1919[31].
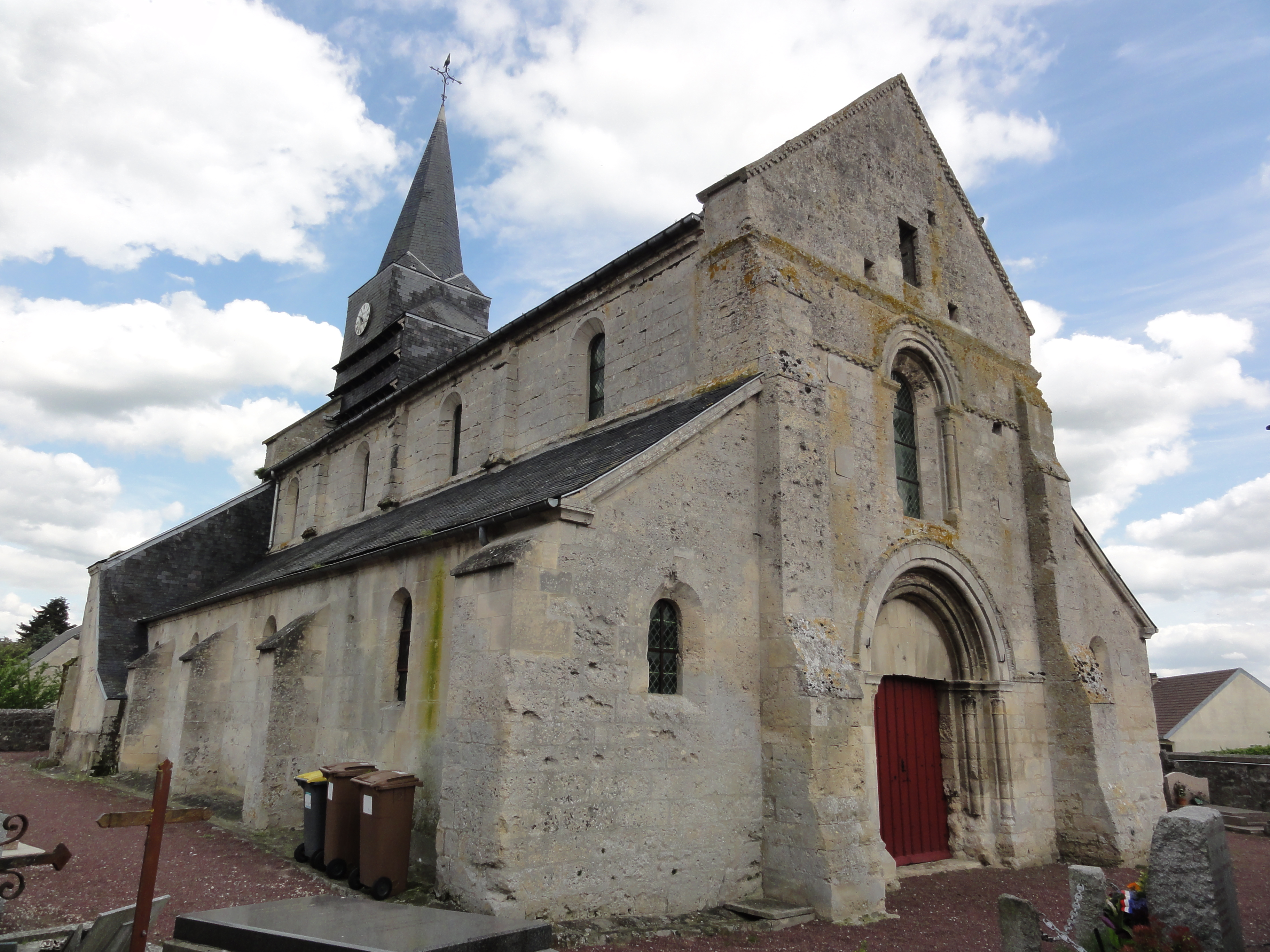
Église Saint-Martin.
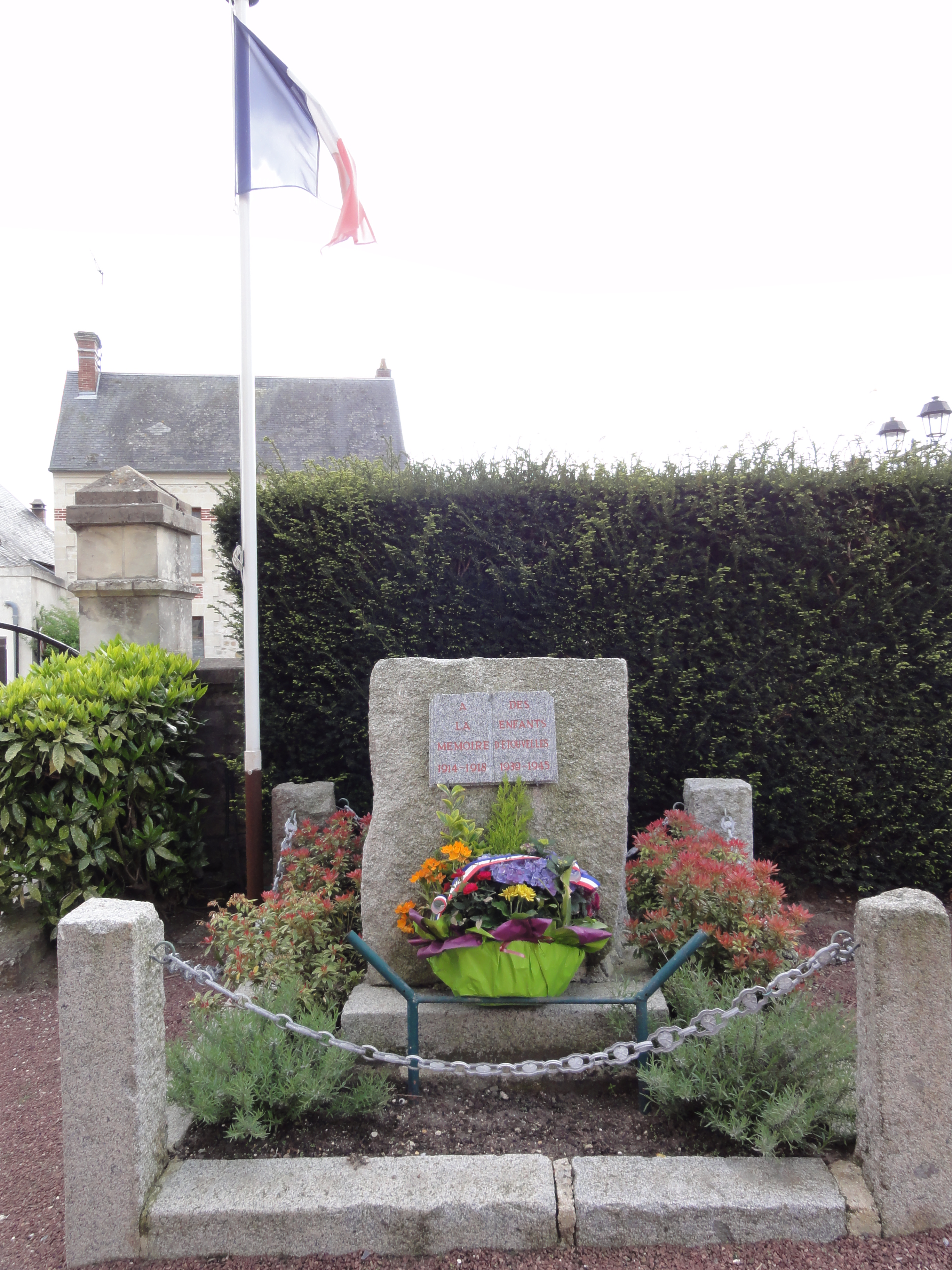
Monument aux morts.
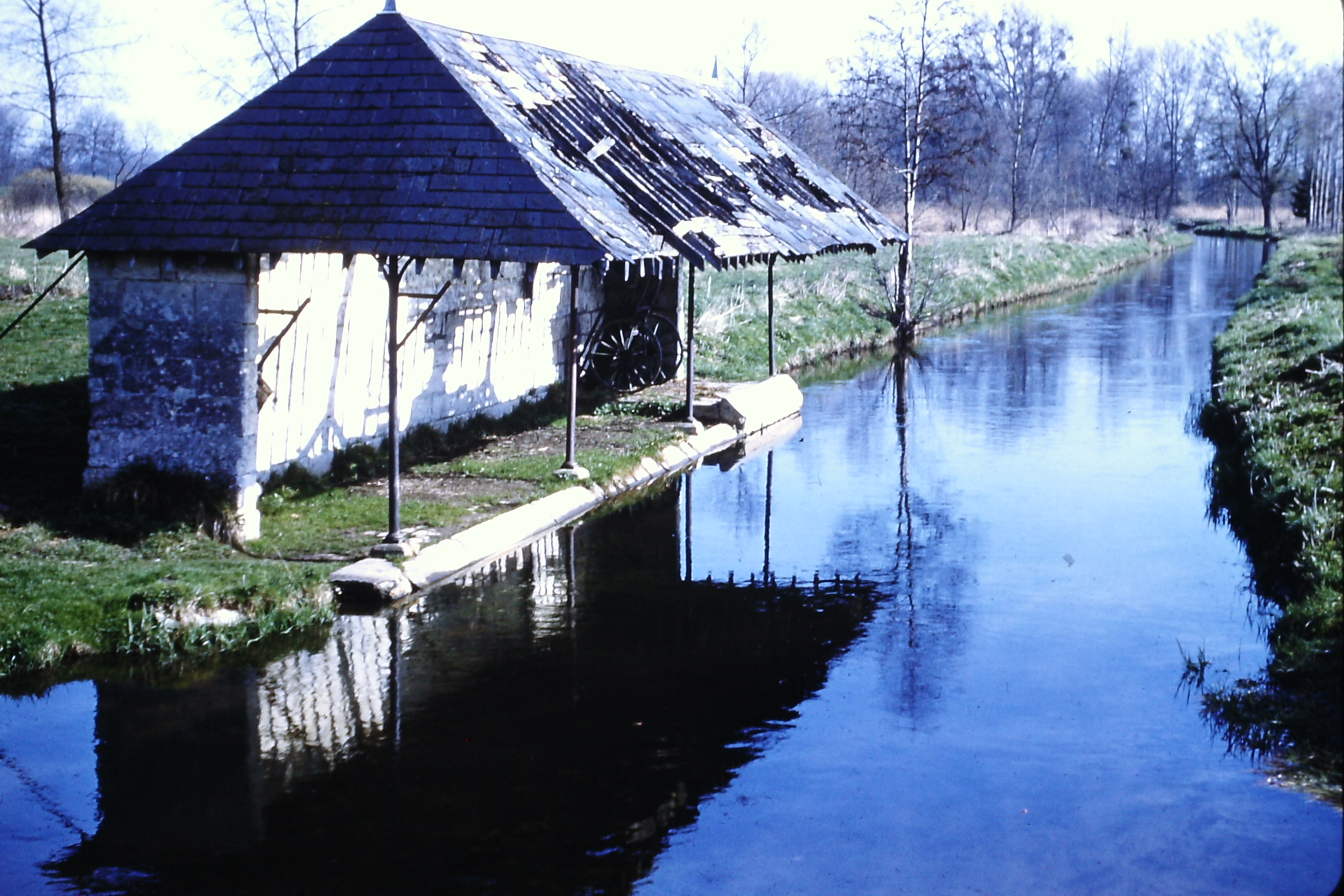
Ancien lavoir en 1959 au bord de la rivière l'Ardon (aujourd'hui disparu).

### Monographie de la commune
La monographie de la commune d'Étouvelles a été rédigée en 1888 par l'instituteur M. Bridoux. Elle est consultable sur le site Internet des Archives départementales de l'Aisne (voir le lien https://archives.aisne.fr/ark:/63271/764873.2299658/daogrp/0/1/idsearch:RECH_b5ffa4efa50c000b2c7780bee86b02bc?id=https%3A%2F%2Farchives.aisne.fr%2Fark%3A%2F63271%2F764873.2299658%2Fcanvas%2F0%2F1).

### Mémoire des anciens
- Germaine HAVART née PERRE (1905-2001). Mis à part les nombreux poèmes qu'elle a écrit, elle a rédigé lors de ses toutes dernières années de vie ses souvenirs d'enfance pendant la guerre 14-18. Concernant son arrivée à Étouvelles, elle écrit :

" [...] Après l’armistice 11 novembre 1918, notre père [Jean PERRE (1874-1954)] a été démobilisé, mais est resté dans l’Aisne. Un vieux ménage de Laon (de grands amis) lui ont procuré une maison à Etouvelles, démolie en partie par la guerre, qu’il a d’ailleurs achetée par la suite. Cette maison n’avait plus de toit que notre père a refait avec des tôles qui s’envolaient avec le vent et, quand il pleuvait, la pluie tombait sur nos lits de soldat. On n’avait que cela. En revenant avec lui, au début de 1919, car il était venu nous chercher et amener à Etouvelles en ruine à cette période, donc j’ai laissé toute ma famille de cochons presque à regret. Cela faisait six mois que je vivais avec eux.
Ma sœur a pu continuer l’école et passer le certificat. Elle travaillait bien, pour rattraper tout ce temps perdu. Je n’ai jamais, comme elle, rattrapé le temps perdu. Les amis de mon père, de Laon, m’ont prêté un livre : Les Misérables de Victor Hugo, où j’ai pu retrouver les mots oubliés, mais pas les fautes d’orthographe.
En 1919, il n’y avait plus de gare ni de train, rien. Mais les Allemands avaient laissé un petit train à voie étroite qui passait à travers bois et champs. Il devait servir à transporter des munitions. Il nous était bien utile, on le prenait pour aller à Laon, il allait jusque Semilly, et pour aller à Anizy et ailleurs. Pas confortable, mais utile pour nous tous. Il faisait le va-et-vient, aller et retour, on l’appelait le tacot. Il faisait du bruit et allait lentement. Il n’existait pas de billets, mais on ne marchait pas à pieds. Il y avait qu’un seul conducteur [...]."

### Héraldique
| Blason de Étouvelles | Blason  | D'or à un artichaut de sinople.                  |
| Blason de Étouvelles | Détails | Le statut officiel du blason reste à déterminer. |

## Pour approfondir